# Королева ночи (песня)
«Королева ночи» — песня украинской певицы Оли Поляковой, выпущенная 24 мая 2018 года на лейбле Best Music. Песня стала вторым синглом в поддержку одноимённого альбома исполнительницы.

## Предыстория и релиз
Автором песни стала украинская певица и композитор Ольга Животкова (также известна как Бажана).
Впервые песня была представлена Поляковой 1 апреля 2018 года на концерте «Вечер премьер с Катей Осадчей». Некоторые пользователи усмотрели в «Королеве ночи» плагиат на песню Макса Барских «Туманы» и даже на песню Светланы Лободы «Парень». В 2020 году в разговоре с Барских Полякова призналась, что действительно позаимствовала мелодию из «Туманов», а также поблагодарила его, что не «затаскал» её по судам.
24 мая песня стала доступна на всех цифровых платформах.
Песня дала название и стала заглавной на большом сольном турне Поляковой «Королева ночи», премьера которого состоялась 26 октября 2018 года в Киеве во Дворце спорта.

## Музыкальное видео
На официальном YouTube-канале певицы премьера официального видеоклипа на песню состоялась 24 мая 2018 года. Режиссёрами клипа выступили Дмитрий Шмурак и Дмитрий Манифест, последний уже работал с певицей над предыдущей видеоработой «Бывший». Клип пародирует эстетику 90-х годов.
По состоянию на сентябрь 2021 года, ролик имеет свыше 60 миллионов просмотров и является самым популярным клипом Поляковой.

## Отзывы критиков
Алексей Мажаев из InterMedia, комментируя альбом «Королева ночи», отметил его «изюминку и лёгкую безуминку». По словам автора, первая же одноимённая песня поддерживает правильный настрой: «синтезаторы призывно воют, в вокале гипертрофированный драматизм, ноги сами тянутся в пляс».

## Награды и номинации
Песня получила золотую сертификацию на территории Украины, а также премию «Музыкальная платформа».

## Использование в медиа
Песня использовалась во время одного из липсинк-баттлов в первом выпуске шоу «Королевские кобры» Насти Ивлеевой.

## Чарты
| Чарт (2018—2019)                           | Высшая позиция |
| ------------------------------------------ | -------------- |
| Киев (Tophit City & Country Radio Hits)    | 12             |
| СНГ (TopHit Radio & YouTube Hits)          | 362            |
| СНГ (TopHit Radio Hits)                    | 270            |
| Украина (FDR Top 40)                       | 23             |
| Украина (FDR UA Top 20)                    | 17             |
| Украина (TopHit City & Country Radio Hits) | 12             |
| Украина (TopHit Radio & YouTube Hits)      | 39             |
| Украина (TopHit Radio & YouTube Hits)      | 18             |

| Чарт (2018—2019)                           | Высшая позиция |
| ------------------------------------------ | -------------- |
| Киев (Tophit City & Country Radio Hits)    | 15             |
| Украина (TopHit City & Country Radio Hits) | 19             |
| Украина (TopHit Radio & YouTube Hits)      | 32             |
| Украина (TopHit YouTube Hits)              | 17             |

| Чарт (2018)                                | Позиция |
| ------------------------------------------ | ------- |
| Киев (Tophit City & Country Radio Hits)    | 89      |
| Украина (TopHit City & Country Radio Hits) | 81      |
| Украина (TopHit YouTube Hits)              | 36      |
| Чарт (2019)                                | Позиция |
| Украина (TopHit Radio & YouTube Hits)      | 94      |
| Украина (TopHit YouTube Hits)              | 60      |

## История релиза
| Регион | Дата        | Формат                      | Лейбл      | Прим.  |
| ------ | ----------- | --------------------------- | ---------- | ------ |
| Мир    | 24 мая 2018 | Цифровая загрузка, стриминг | Best Music | [ 7 ]  |
| СНГ    | 25 мая 2018 | Радиоротация                | Best Music | [ 17 ] |